# Fédération interprofessionnelle de la communication d'entreprise
La Fédération interprofessionnelle de la communication d'entreprise (FICOME), jusqu’en 1992 Syndicat national des installateurs du téléphone, est un syndicat professionnel français qui regroupe des entreprises qui commercialisent des systèmes de communication électronique destinés aux utilisateurs professionnels en France. Elle est créée en 1946 et dissoute en 2012, absorbée par la Fédération de l'équipement du bureau et de la papeterie. Elle compte alors entre 200 et 250 adhérents.
L'objectif de la FICOME est de défendre les intérêts de ses membres en promouvant l'usage des systèmes de communication électronique dans les entreprises. Elle organise des événements et des groupes de travail pour favoriser les partenariats entre les entreprises du secteur. Elle fournit des services à ses adhérents, notamment une assistance juridique et des contrats d'assurance. Elle mène des actions de lobbying auprès des institutions politiques européennes et françaises.

## Histoire
En 1945, le gouvernement français souhaite reconstruire et développer le réseau de télécommunications, largement détruit pendant la Seconde Guerre mondiale. Les pouvoirs publics répartissent cette tâche entre le monopole des Postes, télégraphes et téléphones (PTT), qui se voit confier le réseau dans les villes et l’équipement des particuliers, et des entreprises privées, dotées d’un régime spécialement créé, qui se voient confier le reste du territoire et l’équipement des entreprises. Les nouvelles règles, dites « régimes de l'admission », interdisent les activités d'installation de systèmes de télécommunications dans les entreprises aux sociétés qui n'ont pas été certifiées par les PTT. Ces sociétés créent un syndicat professionnel qui prend le nom de Syndicat national des installateurs du téléphone (SNIT), pour organiser leurs activités et leurs relations avec les autorités publiques.[réf. nécessaire]
Le SNIT change de nom et devient la Fédération interprofessionnelle de la communication d'entreprise (FICOME) en 1992.[réf. nécessaire]
Au cours des années 2000, le syndicat est en perte de vitesse car ses adhérents ne sont pas suffisamment nombreux pour être représentatifs de la profession. Elle compte alors entre 200 et 250 adhérents, alors qu'il existe environ 3000 entreprises qui installent des services de télécommunications en France. Elle représente surtout des petites et moyennes entreprises. Des grandes entreprises, comme Axians, une filiale du groupe Vinci, en 2009, quittent le syndicat qu'ils accusent d'être « trop ancrée dans la téléphonie traditionnelle » et « déphasée par rapport aux besoins de ses principaux acteurs ».
Une fusion avec le syndicat patronal des entreprises informatiques, le Syntec numérique, est envisagée, mais le président de la FICOME Silvano Trotta s'y oppose, car il considère que le Syntec numérique représente surtout des grandes entreprises, alors que les adhérents de la FICOME sont surtout des petites et moyennes entreprises. En mars 2012, la FICOME est absorbée par la Fédération de l'équipement du bureau et de la papeterie (FEB), qui regroupe environ 1700 fabricants d'articles de papeterie et de mobilier de bureau.

## Organisation

### Structure
La FICOME est un syndicat professionnel régi par la loi de 1884. Elle est dirigée par un conseil d'administration, dont les membres sont élus chaque année par les adhérents. Le conseil d'administration élit parmi ses membres un bureau et un président du bureau. Les activités du syndicat sont décidées par le bureau et approuvées par le conseil d'administration.[réf. nécessaire]
La Fédération est structurée en trois « collèges » :
- les sociétés de services télécoms et réseaux ;
- les membres associés, qui réunit les équipementiers, les opérateurs et les éditeurs IT ;
- les bureaux d’études et sociétés de conseil.

### Présidents
- 1946-1950 : Pierre Anne
- 1951-1972 : Charles Remond
- 1972-1979 : Henry Barras
- 1979-1985 : André Janicot
- 1985-1990 : André Tedesco
- 1990-1995 : Jean-Pierre Brabant
- 1996-2000 : Pierre Andrea
- 2001-2006 : Martine Kervinio
- 2007-2008 : Lionel Smeers
- 2009-2012 : Silvano Trotta